# Norbert Dufourcq
Norbert Dufourcq (Saint-Jean-de-Braye, Loiret, 21 de septiembre de 1904 - París, 19 de diciembre de 1990), fue un organista, profesor, musicólogo y compositor francés.
Estudió letras en La Sorbona, paleografía en la École Nationale des Chartes, y música con Amédée Gastoué, el órgano lo estudió con André Marchal y Hublé. Fue organista en la iglesia de Saint-Merry de París, desde 1923 a 1941 es profesor de Conservatorio de la capital francesa. Impartió cursos en el Collège Stanislas, en el Sweet Brial College, en la Escuela Normal de Música y en la Escuela de Música de la Universidad de Quebec (Canadá). Fue presidente de la Sociedad francesa de Musicología de 1957 a 1959 y secretario general de los Amis de l'Orgue desde 1926. Dirigió numerosas revistas y colecciones musicales y realizó numerosos escritos hacia la figura y obra de Bach, además de ensayos sobre la historia y la música de órgano.